# Euplexaura
Euplexaura is een geslacht van neteldieren uit de klasse van de Anthozoa (bloemdieren).

## Soorten
- Euplexaura abietina Kükenthal, 1908
- Euplexaura albida Kükenthal, 1908
- Euplexaura amerea Grasshoff, 1999
- Euplexaura anastomosans Brundin, 1896
- Euplexaura arbuscula Broch, 1935
- Euplexaura aruensis Kükenthal, 1911
- Euplexaura attenuata (Nutting, 1910)
- Euplexaura braueri Kükenthal, 1909
- Euplexaura capensis Verrill, 1870
- Euplexaura cervicornis Stiasny, 1935
- Euplexaura crassa Kükenthal, 1908
- Euplexaura curvata Kükenthal, 1908
- Euplexaura divergens (Studer, 1878)
- Euplexaura erecta Kükenthal, 1908
- Euplexaura flava (Nutting, 1910)
- Euplexaura javensis Aurivillius, 1931
- Euplexaura kukenthali Broch, 1916
- Euplexaura maghrebensis Stiasny, 1936
- Euplexaura media Thomson, 1911
- Euplexaura mollis Nutting, 1910
- Euplexaura multiflora Aurivillius, 1931
- Euplexaura nuttingi Kükenthal, 1919
- Euplexaura parciclados Wright & Studer, 1889
- Euplexaura parva Kükenthal, 1909
- Euplexaura pendula Kükenthal, 1917
- Euplexaura pinnata Wright & Studer, 1889
- Euplexaura plana Samimi Namin & van Ofwegen, 2009
- Euplexaura platystoma (Nutting, 1910)
- Euplexaura purpureoviolacea Stiasny, 1936
- Euplexaura recta (Nutting, 1910)
- Euplexaura reticulata Nutting, 1910
- Euplexaura rhipidalis Studer, 1895
- Euplexaura robusta Kükenthal, 1908
- Euplexaura rubra Nutting, 1910
- Euplexaura sparsiflora Kükenthal, 1908
- Euplexaura taboguilla Hickson, 1930
- Euplexaura thomsoni Kükenthal, 1924